# Indiai kasztrendszer
Az indiai kasztrendszer a kasztokon (társadalmi csoportokon vagy osztályokon) alapuló osztályozás. A hinduizmus részeként jelenik meg. 
A kasztrendszerben meg kell különböztetni a varnák (वर्ण) és a dzsátik (जाति) alapú kasztfelosztást, amelyek a rendszer elemzésének különböző szintjei.
A kaszt szó végső soron a ’nem, nemzetség; faj, fajta’ jelentésű portugál casta szóból vált nemzetközi kifejezéssé, s így került be a magyar nyelvbe is. A világ sok táján, kultúrájában jelennek meg kasztok, alakulnak ki kasztrendszerek. Ezek legismertebbje a négy főkasztra (szanszkrit kifejezéssel varnára) – brahminokra, ksatrijákra, vaisjákra, súdrákra – és a kaszton kívüliekre (páriák, dalitok) tagozódó indiai kasztrendszer.

## Indiai civilizáció
India kultúrája két különálló társadalom összeolvadásából alakult ki. Ezek az Indus-völgyi és a védikus kultúra voltak.
Az Indus-völgyi civilizáció Kr. e. 2800 körül jelent meg. A várostervezés első felbukkanása (Mohendzso-Dáró, Harappá). Szótagírása máig megfejtetlen.
A védikus civilizáció Kr. e. 1500 körül jött létre az Indus és a Gangesz völgyében, különálló államok formájában. Ebben a kultúrában alakultak ki a művelt Maurja és Gupta birodalmak, jöttek létre az ismert indiai vallások (dzsainizmus, buddhizmus, hinduizmus).
A védikus civilizációban kialakult vallás sokkal inkább az istenek áldozatokkal való megnyerésére törekedett, mint a túlvilág titkainak kifürkészésére. Úgy hitték, hogy ha az áldozat szabályos volt, akkor az istenek mindenképpen teljesítik kéréseiket. A meghaltak lelkeit mágikus szertartásokkal igyekeztek az égbe, az istenek közé emelni.

## Hinduizmus
Elő-India vallási szempontból tarka képet mutat. A fő vallások sem egységesek; számos különböző, kisebb-nagyobb ágra bomlanak.
A hinduizmus India legősibb vallása. Eredendően sok istent tisztel. Nem tételes vallás; nincsenek mindenki által elfogadott szent iratok, tanítók, egyházi szervezet, papi hierarchia. Létrejötte a múlt ködébe vész, nem vezethető vissza egyetlen alapítóra. Nem térítő vallás, más hitekkel szemben türelmes.
A hinduk hisznek egy mindent magába foglaló istenben (Brahman). Sok szent állatuk van (például tehén, páva). Hisznek a lélekvándorlásban (szanszára), a szabad akaratban, a kérlelhetetlen karmában és az önmegváltásban.
Az Indiai Köztársaság 80%-a hindu. A vallás elterjedt még Nepálban, Pakisztánban, Bangladesben, Srí Lankán, Hátsó-Indiában, Indonéziában, (főleg Jáván), Délkelet-Afrikában, Dél-Amerikában és Óceániában is. A Föld lakosságának mintegy 13,5%-a ebben a vallásban hisz. Még Magyarországon is élnek hinduk (Krisna tudatúak).
Kasztok nélkül nincs hinduizmus, és minden hindu beletartozik valamelyik kasztba.

### A kasztok keletkezése a hinduizmusban
Kr. e. 1000 körül új hódítók érkeztek a Gangesz völgyébe: az árják. A magukat kétszer születetteknek (dvidzsa) nevezők végül egészen elfoglalták az indiai szubkontinens északi felét. Új uralkodó rétegként települtek le. Ma a három felsőbb kaszt tagjai hívják magukat kétszer születetteknek.
Fegyveres erejükkel az árják maguknak követelték a hatalmat. Ők voltak a kiváltságos harcosok, és az uralkodót is ők adták (rádzsa). A köznép összekeveredett, nemkülönben a két papság.
A papok és a harcosok évszázadokig küzdöttek a vezető szerepért; végül a papoké (brahmanák) lett az elsőbbség.
Kiváltságok illették meg a harcosokat, a köznép összekeveredett, és a kétféle papság egyesítése is hamarosan megtörtént. A harcos nemesek alkották a rangban következő kasztot (ksatriják). Közülük származott a király. Ők uralkodtak a két alsóbb kaszt és a főkasztba nem sorolt érinthetetlen kasztok fölött.
A földművesek, kézművesek és kereskedők (vaisják) adták a harmadik, beavatásra alkalmas kasztot. A szolgákból alakult ki a negyedik főkaszt (sudrák). Végül a rituálisan tisztátalan munkákat végzők, rabszolgák, megbélyegzett bűnözők utódai sok kis kasztot alkottak, amiket nem soroltak be semelyik főkasztba sem (páriák; jobban kedvelik a dalit elnevezést).
A négy főkasztot varnaként is emlegetik szanszkrit nevük alapján, ami színt jelent. Ezeket átszövik az örökletes születési, házassági és foglalkozási csoportok, a dzsátik (szó szerinti jelentése: születés). Leginkább ezeket emlegetik kasztokként. Indiában több mint 3000 dzsáti ismert, ezek hierarchikus sorrendje vidékenként is változhat.
A legrégibb hindu szövegben, a Rigvédában található a Purusa-szúkta, mely szerint egy ember formájú kozmikus lény, Purusa feláldozása során keletkezett az emberiség. Fejéből lettek a brahmanák, karjából a ksatriják, combjából a vaisják, lábszárából pedig a súdrák. A szöveg célja, hogy a varnák, a négy főkaszt természetességét, isteni eredetét bizonyítsa.
Az egyes kasztok jogait és kötelességeit Manu törvénykönyve (a Dharmashastra) foglalja össze. A hinduk isteni eredetet tulajdonítanak neki. A törvénykönyv megírásának időpontja vitatott; vannak, akik Krisztus előtt 1500 környékére teszik, míg mások szerint a szanszkrit szöveg stílusa alapján nem íródhatott a Kr. u. első századnál korábban. Megint mások szerint a ma ismert szöveg egy korábbi mű, a Dharma Szútra alapján készült.

## A kaszt szó eredete
A kaszt szó portugál eredetű. 1567-ből származik az első feljegyzés az indiai társadalom kasztokra tagoltságáról. A portugálok a rendszernek a casta nevet adták; innen került a kifejezés a világ többi nyelvébe.

## A kasztrendszer merevsége
A kasztrendszer merev társadalmi berendezkedés, amiből nem lehet kilépni. Azt hirdeti, hogy az emberek egyenlőtlennek születtek, és hogy vannak, akik születésüknél fogva tisztátalanok. Hogy az emberek kitaszítandók olyan vétkekért, amiket öntudatlanul, vagy súlyos betegen, saját életük megmentésének érdekében követtek el (például európaiaiktól kaptak enni). Hogy teljesen hiábavaló a kitaszítottság ellen küzdeni. Hogy a munkamegosztás merev, nincs szabad pályaválasztás, és az embernek egész életében ugyanazt a munkát kell végeznie, mint szüleinek. Hogy bármennyire meggazdagszik is valaki, nem léphet át egy magasabb osztályba. Hogy a társadalom döntő többségének másokat kell kiszolgálnia, és mindezek ellen nem lehet semmit sem tenni, mert ez az isteni törvény. Nagy gondolkodók értenek egyet abban, hogy a kasztrendszer India társadalmi-gazdasági fejlődésének fő gátja.
O'Malley könyvének előszavában a kasztrendszer {(VII. old.) Rabindra Nath Tagore (mi inkább Rabindranáth-ként írjuk, pedig a Nath előkelő származást jelez)} "a hidegvérű elnyomás gigantikus rendszere".

### A fő kasztok
A hindu egész életében egy kaszt tagja, amiből nem léphet ki. A kaszthatárok merevek, az egyes osztályok között nincs átjárás.
A három felső osztályt a sudráktól egy beavatási szertartás választja el. A beavatási szertartásra a felnőttkor határán kerül sor. Ekkor avatják be a fiatalokat a vallási misztériumokba; ez a második születésük. Ennek jele a bal vállon függő szent fonal, amit sosem vesznek le. A sudrákat nem avatják be, ők egyszer születnek.

### Érinthetetlenek
Az érinthetetlenek több száz kisebb kasztot alkotnak. Általában páriákként (tamil: dobos) emlegetik őket; ez a név honosodott meg több nyelvben. Eredetileg ez a szó egy nagyon alantas kaszton kívüli kasztot jelöl. Magukat inkább dalitnak (elnyomott) hívják. Az „osztályok a településen belül elkülönülnek, az »egyszerű« kaszton kívüliek a falu szélén laknak, és a legalantasabb kasztok, mint például a páriák a falun kívül, a földeken készült kunyhókban élnek”.
Az érinthetetlenek megközelíthetetlenek is. Meghatározott távolságot kell tartaniuk a felsőbb kasztok tagjaitól, különösen a bráminoktól. Egyes vidékeken máig szigorúan veszik ezeket a szabályokat. A legalsó kasztokhoz tartozók ezeken a vidékeken kénytelenek csengőt viselni, hogy figyelmeztessék a közeledőt jelenlétükre. Volt, ahol egyáltalán nem használhatták a bráminok útjait.
Régebben köpőcsészét is maguknál kellett tartaniuk, nehogy köpésükkel tisztátalanná tegyék a földet.
Azok az érinthetetlenek, akik a WC-ket tisztítják, elhordják a szervezetből kiürített anyagokat, vagy elhullott állatok nyúzásából élnek, nem viselhetik a teljes harmadik szem jelet a homlokukon, csak egy vörös pöttyöt. A teljes jelben ezen kívül van egy U alakú sárga vonal is közvetlenül a piros pötty alatt.
Az indiai alkotmány betiltotta az érinthetetlenséget, de a hinduizmus befolyása sokkal erősebb. Gyakran bántalmazzák őket, pedig ők csak azokat a jogokat szeretnék megkapni, amik minden embernek kijárnának. Megverik őket, felgyújtják a házukat, sőt gyilkosságok is történnek. Ezek az esetek mindennaposak; az újságok nem is írnak róluk. A bűncselekményeknek csak töredéke kerül bíróság elé.
A helyzeten emberjogi szervezetek igyekeznek segíteni. Maguk az érinthetetlenek is igyekeznek javítani sorsukon, a kereszténység felvételével, a gyerekek taníttatásával, a jog eszközeivel és akár fegyverrel is.

### Az idegenek helye a hindu kasztrendszer szerint
Akik nem hinduk, azok nem tartoznak bele egyik kasztba sem, kaszton kívülinek számítanak, és érintésük tisztátalanná teszi a hindut.
Például egy külföldi üzletember kézfogása után a magasabb kasztokhoz tartozóknak rituálisan meg kell tisztálkodniuk. Ezért ragaszkodnak a kora reggeli interjúhoz, mivel ekkor nem kell kétszer mosdaniuk. Elég elhalasztaniuk a reggeli tisztálkodást.

## A kasztrendszer törvényei
A kasztrendszer merev szigorral szabályozza az emberi életet. Megmondja, hogy milyen foglalkozást űzhet az egyén, kivel házasodhat és hogy kitől fogadhat el ételt és italt.

### Házasság
Házasodni csak kaszton belül lehet. A kisebb egységekhez való viszony szerint lehet
- endogámia (csoporton belüli házasodási kötelezettség),
- exogámia (nemzetségen vagy csoporton kívüli házasságkötés kötelezettsége), vagy
- hipergámia (a lány csak saját, vagy annál előkelőbb férfihoz adható feleségül)

A legtöbb alkaszt endogám, de vannak exogám alkasztok is, például a radzsputoknál (Radzsasztán állam többsége). Itt kizárólag a többi alkasztból választhatnak párt a szülők gyerekeik számára.
Kétféle exogám rendszer létezik:
- gotra exogámia, csak nemzetségen kívül lehet házasodni
- szapinda exogámia, a házasulandók utolsó közös ősének legalább egy meghatározott számú nemzedéknél korábbinak kell lennie

A gotrák a nemzetségekhez hasonló csoportok, amik isteni ősszülőkre vezetik vissza magukat. A gotra exogámiát gyakorló csoportokban a házastársnak alkaszton belülinek, de gotrán kívülinek kell lennie.
A hipergámiát gyakorló kasztokban a férfiak nemcsak saját alkasztjukból házasodhatnak, hanem alsóbb alkasztból, kasztból is. Ez azt jelenti, hogy a lányokat csak saját, vagy magasabb rangú kaszthoz tartozó férfihoz lehet hozzáadni. Ha mégis alacsonyabb rangba házasodik, akkor egész családja lesüllyed arra a szintre, mert a szülők nem akadályozták meg ezt a szégyenletes cselekedetet.
Minden hindu lánynak férjhez kell mennie, mielőtt nemileg éretté válik. Ha a szülők nem tudtak párt találni lányuk számára, akkor képletesen férjhez adták egy tárgyhoz, egy növényhez, vagy egy súlyosan értelmi fogyatékos férfihoz. Esetenként akár a férjezetlenül elhunyt lányt is férjhez adták erre vállalkozó férfiakhoz. A gyerekházasságokat még 1929-ben betiltották, és az alsó korhatárt férfiaknál 18, nőknél 14 évben állapították meg. Az indiaiak azonban ügyet sem vetnek erre a törvényre, amit az állam sem igyekszik betartani.
A legtöbb ortodox hindu szerint a nők csak egyszer mehetnek férjhez. Van olyan kaszt, ami kiközösíti az özvegyasszonyt, ezzel pokollá teszi az életét. Ennek az lehet az oka, hogy elmarad a régebben kötelező rituális önfeláldozás (szati). Aki mégis vállalja, azt szentként tisztelik halála után.
Orisza államban jobb a helyzet, itt az özvegyasszony újra férjhez mehet, s az új férjnek szintén özvegynek kell lennie. Ha nem az, akkor szimbolikus házassággal, majd a fa mint feleség elpusztításával szimbolikusan özveggyé teszik.
A feleség feltétlen hűséggel tartozik férjének. A férj szabadabb, tarthat ágyasokat. Az ágyasnak olyan kaszthoz kell tartoznia, amelynek tagjai adhatnak a férfinak vizet. A férj nem ehet az ágyas főztjéből és nem étkezhet vele. Nemi érintkezés történhet.
Az érinthetetlen szeretővel való intim viszonyt drákói szigorral büntették. Mindkettőjüket megvakították, a nő rokonait pedig eladták rabszolgának, vagy megölték őket.
A bonyolult és nagyon merev rendszer hatása külön piacot alakított ki. Az árat számos tényező határozza meg, így ugyanolyan fontos a kaszt kasztrendszerbeli helye, tekintélye, mint a kereslet. A vételár és az esküvővel kapcsolatos más kiadások a múltban sok szegényt rabszolgasorba juttattak.

### Étkezés
Az előírások egy másik fontos része az étkezéshez kapcsolódik.
Az ortodox hinduk körében az étkezés ugyanolyan szent cselekmény, mint a házasság. Éppen ezért ennek is megvannak a maga rítusai.
Az előírások szerint kétféle étel létezik: a vízzel főtt kaccsik és a másként készült ételek. A legtöbbet fogyasztott ételek kaccsik, így rájuk szigorú tisztasági előírások vonatkoznak. A konyhán kívüli főzéshez és étkezéshez külön területet kerítenek el. Ezt a területet sárral, vagy tehénürülékkel kenik be. A család nem hagyja, hogy az így megtisztított terület bármiképp beszennyeződjön, mert akkor az ott levő ételt ki kell dobni. Tehát nem léphetnek be oda idegenek, és nem vetülhet oda érinthetetlenek vagy külföldiek árnyéka.
Mielőtt az ortodox hindu enni kezd, megmossa kezét-lábát, és derékig levetkőzik, felsőtestén csak a szent fonatot hagyva. Az étkezésnél csak a saját kaszt tagjai lehetnek jelen.
Az ortodox hindu házon kívül csak saját kasztjabeli vagy brámin által főzött ételből ehet.
Az étkezési előírásokat merev szigorral tartják be. Megtörtént, hogy egy hindu nem mert egy más vidékről jött brámin főztjéből enni. Egy lahori kollégiumban fellázadtak a szakácsok, amikor megtudták, hogy főztjükből érinthetetlen diák is kapna.
A kasztok szintén mereven értelmezik az előírásokat. Nem jelent számukra mentséget a súlyos betegség, vagy az eszméletvesztés sem. Ha ebben az állapotukban európaiak adtak nekik enni, akár életmentő célzattal, felgyógyulásuk után a kaszt kitaszította ezeket a tagjait.
Ha egy étel nem vízzel készült, de nagytisztaságú vajat, gít használtak hozzá, akkor nincsenek szigorú előírások, mert ezt a vajat, mint tehéntől származó terméket, öntisztulónak tekintik. Ezeket a pakki ételeket más tiszta kasztok tagjaitól is elfogadják, például a cukrászoktól. Ezek elfogyaszthatók más kasztokhoz tartozók jelenlétében, mosdás és vetkőzés nélkül is.

### A víz tisztasága
Az ortodox hinduk a víz tisztaságára még az étel tisztaságánál is jobban ügyelnek. Itt szintén rituális tisztaságról van szó. A szigor égtájonként és vidékenként eltérő. Nyugaton a felső kasztbeliek csak saját alkasztjukhoz tartozótól fogadják el; északon viszont csak az számít, hogy tiszta kasztbeli merítse és hozza. A szent vizet öntisztulónak tekintik, ezért azt még az érinthetetlenektől vagy külföldiektől is elfogadják. Valójában mindenki csak a saját kasztjához tartozó edényéből iszik. Sok nagyvárosban tovább enyhült a szigor, de itt is mindenütt két poharas rendszer van: külön pohárból isznak a tiszta kasztokhoz tartozók, és külön pohárból az érinthetetlenek.
Az előírásokat olyan komolyan veszik, hogy egyes indiaiak inkább szomjan haltak, mintsem hogy olyantól fogadjanak el vizet, akitől nem lett volna szabad. James Skinner angol ezredes mesélte, hogy két éjjel és egy nap hosszat feküdt egy rádzsput tiszt mellett sebesülten. Ekkor egy bőrrel foglalkozó érinthetetlen (csamar) vitt nekik vizet. A rádzsput nem ivott a vízből, és inkább meghalt. Az angol ivott, és túlélte.

### Hajózás
A vízhez kapcsolódó szigorú előírások miatt a hajózás automatikusan kizárja a kasztból a hindut mindaddig, amíg bonyolult rítusokkal és a Gangeszban való fürdéssel meg nem tisztul. Egy hindu delegált úgy oldotta meg a kérdést, hogy Angliába utaztakor Gangesz-vizet vitt magával, és heti utánpótlást szállíttatott magának.
Az egyszerű emberek nem tudták, miért kell félni a tengertől, csak azt, hogy a tenger miatt kizárhatják őket a kasztjukból. Ezért még csak nem is fürödtek benne.
Manu törvénye beszennyeződéssel fenyegeti azokat a kétszer születetteket, akik külföldre, a „barbárok földjére” mennek, még akkor is, ha szárazföldi utazásról van szó. A hazatérőnek ezért vezekelnie és megtisztulnia kell.

### Konfliktusok
1857-ben kitört a szipojlázadás, mert az új töltények papírvégét a katonáknak a fogukkal kellett letépniük. Csakhogy a papírt marha- vagy disznózsírral itatták át, ami mind a hinduk, mind a muszlimok számára elfogadhatatlan volt. A tiltott ételek érintése ugyanolyan vétségnek számított, mint elfogyasztásuk. Az angolok vérbe fojtották a lázadást, és kifosztották a delhi Vörös Erődöt.
A mondák szerint a mogulok kihasználták, hogy a marhazsír szájba vétele automatikusan a kasztból való kizárást jelenti. A muszlim hódítók az áttérítendő hinduk szájába marhazsírt tettek, így az indiaiak számára az iszlám felvétele maradt az egyetlen megoldás.
Mahátma Gandhi idejében olyan hiedelmek terjedtek el, hogy a gyógyszerekhez zsiradékokat és alkoholt használtak, vagy szellemeket tartalmaznak. Gandhi ezért elítélő megjegyzést tett a gyógyszerekre.

## Önkormányzat
Minden egyes kasztnak saját önkormányzata van, amibe más kasztok tagjai nem szólhatnak bele, még a papok sem. Mindegyiküknek megvannak a maguk törvényei. Az egyes kasztok vezetése önállóan kormányozza a kasztot, bíráskodik a kaszt törvényeinek megsértéséért, és felügyeli, esetleg végre is hajtja döntését. Vallási törvény megsértése esetén a kaszt vezetősége konzultál bráminokkal, de saját maga dönt. Főként házassággal és étkezéssel kapcsolatos ügyekkel foglalkozik. Az alsóbb kasztok önkormányzata szervezettebb.
Egy elterjedt rendszer szerint a kaszttanács (pancsajat) a nagycsaládok, esetleg tekintélyesebb nagycsaládok fejeiből áll. A képviselet egy életre szól. A képviselet vagy öröklődik, vagy választással töltik be a hiányzó helyet. A közösséget, így a közgyűlést is, a kaszt feje, 'headman'-je vezeti. Sokszor külsőségekben is megkülönböztetik a kasztgyűlés többi tagjától, például aranygyűrűt visel, a tanácsban egyedül ő ülhet le, vagy csak ő ülhet lóra, és használhat ernyőt. Egyes különleges esetek elbírálására eseti tanácsot hoznak létre, ami a döntés és a végrehajtás után feloszlik.
Egy másik rendszerben egy ember uralkodik a kaszt fölött, ő dönt az összes ügyben. Korlátlan hatalmat élvez a kaszt tagjai fölött. Ez elsősorban délen fordul elő.
A kaszttanács óriási tekintéllyel bír. Egy elterjedt mondás szerint "A pancsajat szava az isten szava." Mivel a kasztgyűlés csak olyan ügyekkel foglalkozik, amik az egész kasztra kihatnak, ezért ritkán fordulnak hozzá.

### Eljárási rend
Az eljárási rend:
- a vád ismertetése
- a vádlott meghallgatása

Beismerés esetén az ítéletet azonnal meghozzák.
Ha a vádlott tagad, akkor az eljárás a tanúk meghallgatásával folytatódik. A tanúk eskü alatt vallanak. Bármire esküdhetnek, ami szent a hinduizmusban, így a Gangesz vizére, tehénre, rézre, vagy a tulszi növényre. Hamis eskü esetére kilátásba helyeznek megvakulást, vagy saját gyermekük halálát is.
A hamis vádat vagy hamis tanúzást szigorúan büntetik. Egy időre kizárják a vétkest a kasztból, vagy fizikai büntetésre ítélik: szőnyegbe kötözik egy időre, gúzsba kötik, vagy minden jelenlevő rúg rajta egyet.
A legalsóbb kasztokban, primitív közösségekben még ma is szokás az esküvel kapcsolatos ügyekben az istenítélet. Az esküt tevőnek forró olajba kell nyúlnia, vagy izzó acélt kell megfognia.

### Büntetések
A kasztgyűlés által kiosztható legnagyobb büntetés a kasztból egy életre való kizárás. Ezt többnyire más vallásra áttérés esetén alkalmazzák. Az így kiközösítettet más kasztok sem fogadják be. Még saját családja, rokonsága sem eszik vele, ruháit nem mossák ki. Még a borbélyok sem nyúlnak hozzá. Nem engedik be a hindu templomokba, nem vehet részt a hindu szertartásokon, nem kaphat hindu temetést.
A következő, gyakrabban kiosztott büntetés az ideiglenes kizárás. Az elítélt egy meghatározott idő után megtisztulhat, de csak akkor fogadják vissza, ha a szertartás után megvendégli az egész kaszttanácsot.
A súlyosságban következő büntetés a nyilvános megszégyenítés: az elítélt arcának egyik felét mésszel fehérre, másik felét más festékkel színesre festik, nyakába cipőt kötnek, levágják a haját, vagy a bajszát, és szamárra ültetve körbehordozzák a környéken.
Fizikai büntetést többnyire érinthetetlen kasztok mérnek tagjaikra. Az elítéltet megkorbácsolják, vagy hideg vízben kell állnia. Ezek ritkán alkalmazott büntetések.
A bűnért járó büntetés átvállalható. Ehhez a tisztátalan házban hátrakötözött kézzel kell enni, vagy az elítélt vendégeként elfogyasztani az első falatot.

### Megtisztulás
Külföldre utazás után a megtisztulás a XXI. század elején is kötelező a magasabb kasztokba tartozók számára. Ugyanis a hindu egy hosszabb utazás során nem tudja betartani az ételekre vonatkozó szigorú előírásokat; például külföldiektől kell ételt elfogadnia.
Mostanában a politikai elit, az ipari és kereskedelmi vezetők, és az értelmiség rendszeresen utazik, akár hosszabb időre is. Továbbá a vendégmunkások és külföldi egyetemeken tanuló hallgatók is sokat tartózkodnak más országokban. A nehézkes és bonyolult megtisztulás kötelezettsége külön teherré válik.
A külföldi ételek és a tengeri út által tisztátalanná vált felsőbb kaszthoz tartozó ortodox hindu kedvenc gurujától, vagy templomának papjától kér útmutatást a megtisztuláshoz. Ehhez szent vízben kell fürödnie, akár százszor is a Gangesz vizében. Sokszor a szent tehén vizeletéből is innia kell, vagy az öt tehéntermékből álló kásából ennie. Ezek az összetevők tej, túró, nagy tisztaságú vaj, tehénvizelet, tehénürülék.
Vannak bonyolult rituálék is. Egy példa:
- Megfürödni 108 különböző vízmedencében
- Átmenni egy olyan helyen, ahol egy bárányfej van elhantolva
- Homlokot ugyanannak a báránynak a vérével bekenni
- Újabb 108 vízmedencében megfürödni

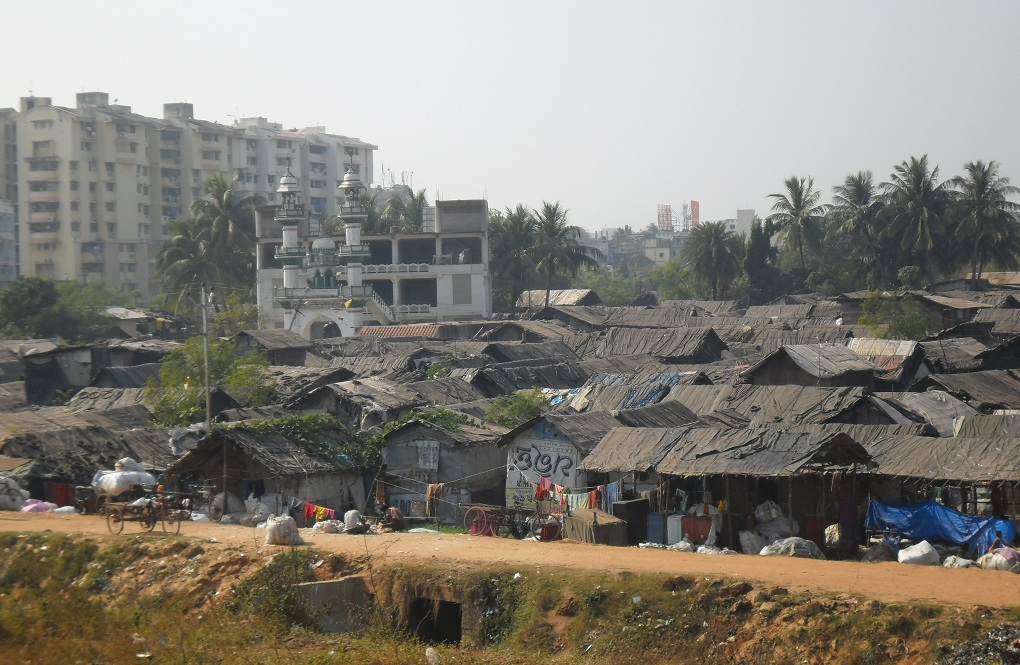
Egy nyomornegyed

- Tehénvizeletet inni
- Ismét megfürödni
- A kaszttanácsot megvendégelni

## A kasztrendszer ma
A kasztrendszer merev, vasszigorral betartatott tabui még ma is jelen vannak. A lassú bomlás már elkezdődött a nagyvárosok nyomornegyedeiben, ahol sokkal inkább a vagyoni helyzet számít, mint a hovatartozás. Egyes beszámolók szerint azonban még itt is fennmarad az érinthetetlenség. De nem tudhatjuk, meddig marad ez így: lehet száz év, vagy beletelhet akár évezredekbe is.
A nagy indiai gondolkodók szerint a kasztrendszer az indiai társadalmi-gazdasági fejlődés fő gátja. Szerintük az érinthetetleneket a papok tették érinthetetlenné. Gautama (Buddha) éppúgy ebben látta a legfőbb bajt, mint Mahatma Gandhi és Rabindranáth Tagore. Gandhi igyekezett a maga eszközeivel tenni ez ellen. Saját közösséget hozott létre, amiben nem voltak kasztok, nem volt érinthetetlenség, és örökbe fogadott egy érinthetetlen kislányt. Egyik kortársa, egy érinthetetlen jogász kvótarendszert és külön választókörzetet javasolt az érinthetetlenek érdekeinek védelmében.
A kasztrendszer nehezen bontható le. Még ha fel is ismerték a felsőbb rétegek tagjai, hogy eltörlésével nagy energiák szabadulnának fel, már nem tudtak tenni ellene semmit. A hinduizmus kasztrendszert igényel, mert ahhoz, hogy valaki hindu legyen, kasztra van szükség. A hagyományok merevsége, az egységes kormányzat, az egyházszervezet és a papi hierarchia hiánya miatt egy ilyen nagyszabású vallási megújítás nem vihető végbe a reformációhoz hasonlóan.